# Красильников, Иван Павлович
Ива́н Па́влович Краси́льников (15 июня 1910 — 13 января 1968) — красноармеец Рабоче-крестьянской Красной армии, участник Великой Отечественной войны, Герой Советского Союза (1943).

## Биография
Иван Красильников родился 15 июня 1910 года в селе Балтай (ныне — Балтайский район Саратовской области). Получил начальное образование. В 1931—1933 годах проходил службу в Рабоче-крестьянской Красной армии. Демобилизовавшись, работал мастером булочного цеха артели «Кондитер» в городе Фрунзе (ныне — Бишкек) Киргизской ССР. В 1941 году Красильников повторно был призван в армию. С августа 1942 года — на фронтах Великой Отечественной войны. Участвовал в боях под Сталинградом и на Курской дуге, освобождении Украинской и Белорусской ССР, Польши, боях в Германии, три раза был ранен. К осени 1943 года красноармеец Иван Красильников был пулемётчиком 685-го стрелкового полка (193-й стрелковой дивизии, 65-й армии, Центрального фронта). Отличился во время битвы за Днепр.
15 октября 1943 года Красильников в составе своей роты успешно переправился через Днепр, несмотря на то, что по пути взрывом его выбросило из лодки. Добравшись до берега, Красильников установил пулемёт и открыл огонь по противнику. В ожесточённом бою погибли практически все защитники, кроме Красильникова и его товарища. Действуя вдвоём, они уничтожили около 30 солдат и офицеров противника, удержав плацдарм до подхода основных сил.
Указом Президиума Верховного Совета СССР от 30 октября 1943 года красноармеец Иван Красильников был удостоен высокого звания Героя Советского Союза с вручением ордена Ленина и медали «Золотая Звезда» за номером 1535.
После окончания войны Красильников был демобилизован. Проживал и работал во Фрунзе. Скончался 13 января 1968 года.

## Награды
Был также награждён орденом Славы 3-й степени (24.02.1945) и рядом медалей, в том числе медалью «За оборону Сталинграда».